# Rama 111
Rama 111 – polski zespół jazzowy założony w 1967 roku w Gdańsku (większość dostępnych źródeł podaje jako datę powstania, rok 1966).

## Historia
Zespół „Rama 111” powstał z inicjatywy ówczesnego studenta gdańskiego PWSM Jana Rejnowicza (lider; fortepian, organy) i Romana Skurzyńskiego (kontrabas; uczestnik sopockich festiwali jazzowych w latach 1956–1957). Ponadto pierwszy skład grupy współtworzyli: Przemysław Dyakowski (saksofon tenorowy) i Andrzej Śliwa (perkusja). Od początku działalności wykonywała ona nowocześnie zaaranżowany mainstream, w którym słyszalne były aktualne trendy muzyczne. Przez pewien czas zespół grywał jedynie w trójmiejskich lokalach, m.in. klubie Rudy Kot, w Żaku itd. 
Zadebiutował w 1968 roku podczas Studenckiego Festiwalu Jazzowego Jazz nad Odrą we Wrocławiu, po czym wyjechał na zarobkowy kontakt do Finlandii, w efekcie wracając tam wielokrotnie i występując w największych fińskich miastach (Helsinki, Turku) oraz podczas tamtejszych festiwali jazzowych. W tym okresie formacja współpracowała z Marianną Wróblewską (śpiew), która występując z Ramą 111 na JnO '68 zajęła I miejsce w kategorii solistów. Z zespołem występował również Marek Tarnowski. W latach 1970–1972 Rama 1111 występowała jako sekstet z udziałem: Piotra Nadolskiego (trąbka) i Tadeusza Petrowa (klarnet, bandżo, skrzypce, saksofon altowy). W 1971 roku zespół wykonał autorską interpretację Bogurodzicy i wywalczył III miejsce w kategorii „Zespoły jazzu nowoczesnego” na wrocławskim festiwalu Jazz nad Odrą. 
Podczas swojej długoletniej działalności dokonał licznych nagrań archiwalnych dla Polskiego Radia Gdańsk. Z Marianną Wróblewską współpracował do roku 1973, występując z nią m.in. podczas gdańskiego festiwalu Jazz Jantar, na fińskim Pop-Jazz-Festivalu, w Telewizji Gdańsk (w składzie: Jan Rejnowicz i Andrzej Nowak – instr. klawiszowe, Przemysław Dyakowski, Tadeusz Petrow i Bogusław Skawina – sekcja instrumentów dętych; Aleksander Śliwa – gitara basowa i Andrzej Śliwa – perkusja oraz biorąc udział w nagraniu longplaya wokalistki pt. Byle bym się zakochała. 
Rama 111 koncertowała na wszystkich kontynentach i oceanach świata, kilkakrotnie zmieniając skład. Występowała na jednej scenie z orkiestrami: Mercera Ellingtona, Harry Jamesa, Nelsona Riddle'a, Artiego Shawa oraz braci Jimmy’ego i Tommy’ego Dorseyów. Akompaniowała m.in.: Irenie Santor, Shirley Jones, Cabowi Callowayowi, Marvinowi Hamlishowi, Donaldowi O’Connorowi, Keely Smith, Marion Rung, (laureatka festiwalu sopockiego w 1974 roku) i grupie The Delta Rhythm Boys („Vocal Group Hall of Fame”). W 1977 zespół odwiedził ze swoimi koncertami również ośrodki polonijne w USA i Kanadzie.
W roku 1992 po kilkuletniej przerwie, formacja wznowiła działalność w niemalże oryginalnym składzie, który odtąd tworzyli: Jan Rejnowicz (lider; fortepian, organy), Przemysław Dyakowski (saksofony), Piotr Nadolski (trąbka, flügelhorn, akordeon), Tadeusz Petrow (saksofony, klarnet, skrzypce, bandżo), Janusz Kadyszewski (gitara, gitara basowa) i Andrzej Śliwa (perkusja).  
Dopiero w roku 2012 ukazał się debiut fonograficzny zespołu, wydany w serii Swingujące 3-miasto i zawierający zbiór nagrań radiowych z lat 1968–1987 (z przewagą tych z początku lat 70.).

Byli porównywani do Dżambli i określani mianem formacji wykonującej pop-jazz. Wydany właśnie zbiór nagrań radiowych udowadnia jednak, że to określenie krzywdzące wobec wielobarwnych, różnorodnych propozycji grupy. Rama 111 okazała się bowiem projektem niezwykle wszechstronnym. Ich autorskie kompozycje były lekkie i zwiewne, podążające śladem przebojowych grup Nahornego, czy „Ptaszyna” z początku lat 70. Taką stylistykę prezentują m.in. otwierająca album Nasza podróż oraz zabarwione latynosko Jestem kochanką wiatru. Niekiedy muzycy flirtowali – udanie, choć bez specjalnego polotu – ze światem muzyki soul i funky (A Vista, Alienacja, Rozgrzewka). W nagraniach z lat późniejszych zespół z powodzeniem kierował się w stronę jazzu tradycyjnego, radząc sobie w tej materii równie dobrze, jak ze swoim macierzystym pop-mainstreamem – ten okres dokumentuje tutaj m.in. Maple Leaf Rag i Do łezki łezka z repertuaru Maryli Rodowicz. Interesujących, niekiedy zaskakujących adaptacji jest tu zresztą więcej. Muzycy chętnie sięgali zarówno po tematy jazzowe (Impressions Coltrane'a), jak i przeboje ze świata rozrywki. Stąd instrumentalne wersje Zegarmistrza światła Tadeusza Woźniaka oraz Na wszystkich dworcach świata Skaldów – szczególnie ciekawie wypada kompozycja Andrzeja Zielińskiego (jego utwory zawsze przedstawiały spory potencjał dla jazzmanów – by przypomnieć tylko przygotowane niemal równocześnie adaptacje Cała jesteś w skowronkach Włodzimierza Nahornego i Mieczysława Kosza, więc tym większa szkoda, że dotąd nikt nie pokusił się o ich szersze opracowanie w jazzowej formule). Wśród utworów o rozrywkowym rodowodzie znalazł się także temat Andrzeja Kurylewicza Romanca Cherubina, znany z wykonania Wandy Warskiej (i Czesława Niemena). Jest wreszcie najważniejsza z tych interpretacji – autorska wersja Bogurodzicy, którą Rama 111 wywalczyła nagrodę na festiwalu Jazz nad Odrą '71. Te dziesięć minut to wystarczający powód, by zapoznać się bliżej z tym wydawnictwem.

Obecnie perkusistą Ramy 111 jest Kamil Mazur.

## Dyskografia[7]

### Albumy
- 2012: Swingujące 3-miasto: Rama 111 (CD, Soliton)

### Kompilacje
- 2012: Był Gdańsk – Jazz 01 (CD, Soliton)
- 2013: Janusz Hajdun – Utwory wybrane (CD, Allegro Records)